# Mejiro

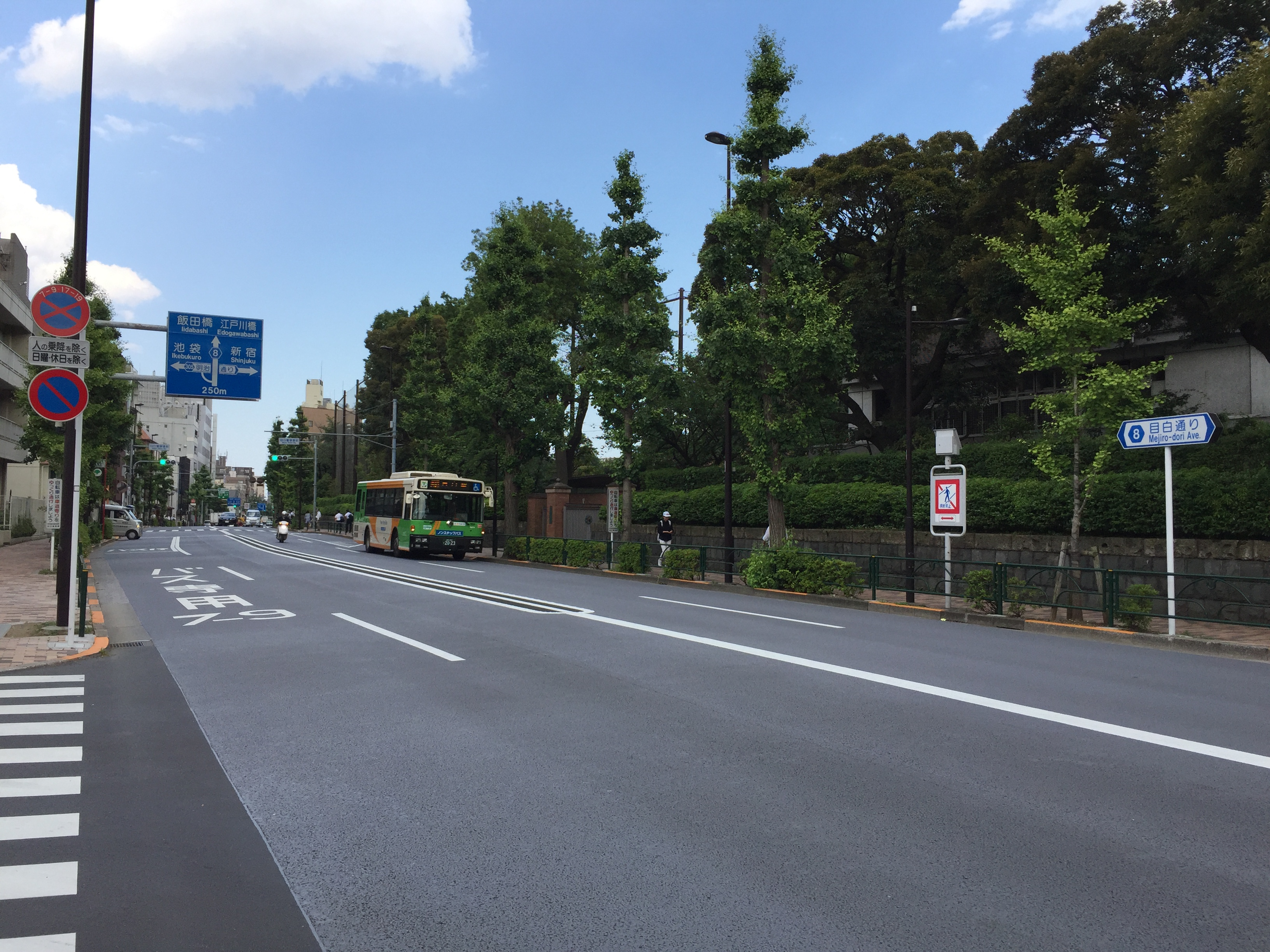
L'avenue Mejiro, à proximité de l'école maternelle Gakushuin

Mejiro (目白) est un quartier résidentiel de l'arrondissement de Toshima à Tōkyō au Japon. Le quartier est desservi par la gare de Mejiro sur la ligne Yamanote. Près de la gare se trouve l'université Gakushuin où les membres de la famille impériale japonaise étudient.
|              |                            | Komagome                   | -                          | Tabata                     | -                          | Nishi-Nippori              | -                          | Nippori                    | -                          | Uguisudani                 | -                          | Ueno         |
| Sugamo       | Gares de la ligne Yamanote | Gares de la ligne Yamanote | Gares de la ligne Yamanote | Gares de la ligne Yamanote | Gares de la ligne Yamanote | Gares de la ligne Yamanote | Gares de la ligne Yamanote | Gares de la ligne Yamanote | Gares de la ligne Yamanote | Gares de la ligne Yamanote | Gares de la ligne Yamanote | Okachimachi  |
| Ōtsuka       | Gares de la ligne Yamanote | Gares de la ligne Yamanote | Gares de la ligne Yamanote | Gares de la ligne Yamanote | Gares de la ligne Yamanote | Gares de la ligne Yamanote | Gares de la ligne Yamanote | Gares de la ligne Yamanote | Gares de la ligne Yamanote | Gares de la ligne Yamanote | Gares de la ligne Yamanote | Akihabara    |
| Ikebukuro    | Gares de la ligne Yamanote | Gares de la ligne Yamanote | Gares de la ligne Yamanote | Gares de la ligne Yamanote | Gares de la ligne Yamanote | Gares de la ligne Yamanote | Gares de la ligne Yamanote | Gares de la ligne Yamanote | Gares de la ligne Yamanote | Gares de la ligne Yamanote | Gares de la ligne Yamanote | Kanda        |
| Mejiro       | Gares de la ligne Yamanote | Gares de la ligne Yamanote | Gares de la ligne Yamanote | Gares de la ligne Yamanote | Gares de la ligne Yamanote | Gares de la ligne Yamanote | Gares de la ligne Yamanote | Gares de la ligne Yamanote | Gares de la ligne Yamanote | Gares de la ligne Yamanote | Gares de la ligne Yamanote | Tokyo        |
| Takadanobaba | Gares de la ligne Yamanote | Gares de la ligne Yamanote | Gares de la ligne Yamanote | Gares de la ligne Yamanote | Gares de la ligne Yamanote | Gares de la ligne Yamanote | Gares de la ligne Yamanote | Gares de la ligne Yamanote | Gares de la ligne Yamanote | Gares de la ligne Yamanote | Gares de la ligne Yamanote | Yūrakuchō    |
| Shin-Ōkubo   | Gares de la ligne Yamanote | Gares de la ligne Yamanote | Gares de la ligne Yamanote | Gares de la ligne Yamanote | Gares de la ligne Yamanote | Gares de la ligne Yamanote | Gares de la ligne Yamanote | Gares de la ligne Yamanote | Gares de la ligne Yamanote | Gares de la ligne Yamanote | Gares de la ligne Yamanote | Shimbashi    |
| Shinjuku     | Gares de la ligne Yamanote | Gares de la ligne Yamanote | Gares de la ligne Yamanote | Gares de la ligne Yamanote | Gares de la ligne Yamanote | Gares de la ligne Yamanote | Gares de la ligne Yamanote | Gares de la ligne Yamanote | Gares de la ligne Yamanote | Gares de la ligne Yamanote | Gares de la ligne Yamanote | Hamamatsuchō |
| Yoyogi       | Gares de la ligne Yamanote | Gares de la ligne Yamanote | Gares de la ligne Yamanote | Gares de la ligne Yamanote | Gares de la ligne Yamanote | Gares de la ligne Yamanote | Gares de la ligne Yamanote | Gares de la ligne Yamanote | Gares de la ligne Yamanote | Gares de la ligne Yamanote | Gares de la ligne Yamanote | Tamachi      |
| Harajuku     | -                          | Shibuya                    | -                          | Ebisu                      | -                          | Meguro                     | -                          | Gotanda                    | -                          | Ōsaki                      | -                          | Shinagawa    |